# Tachyeres brachypterus

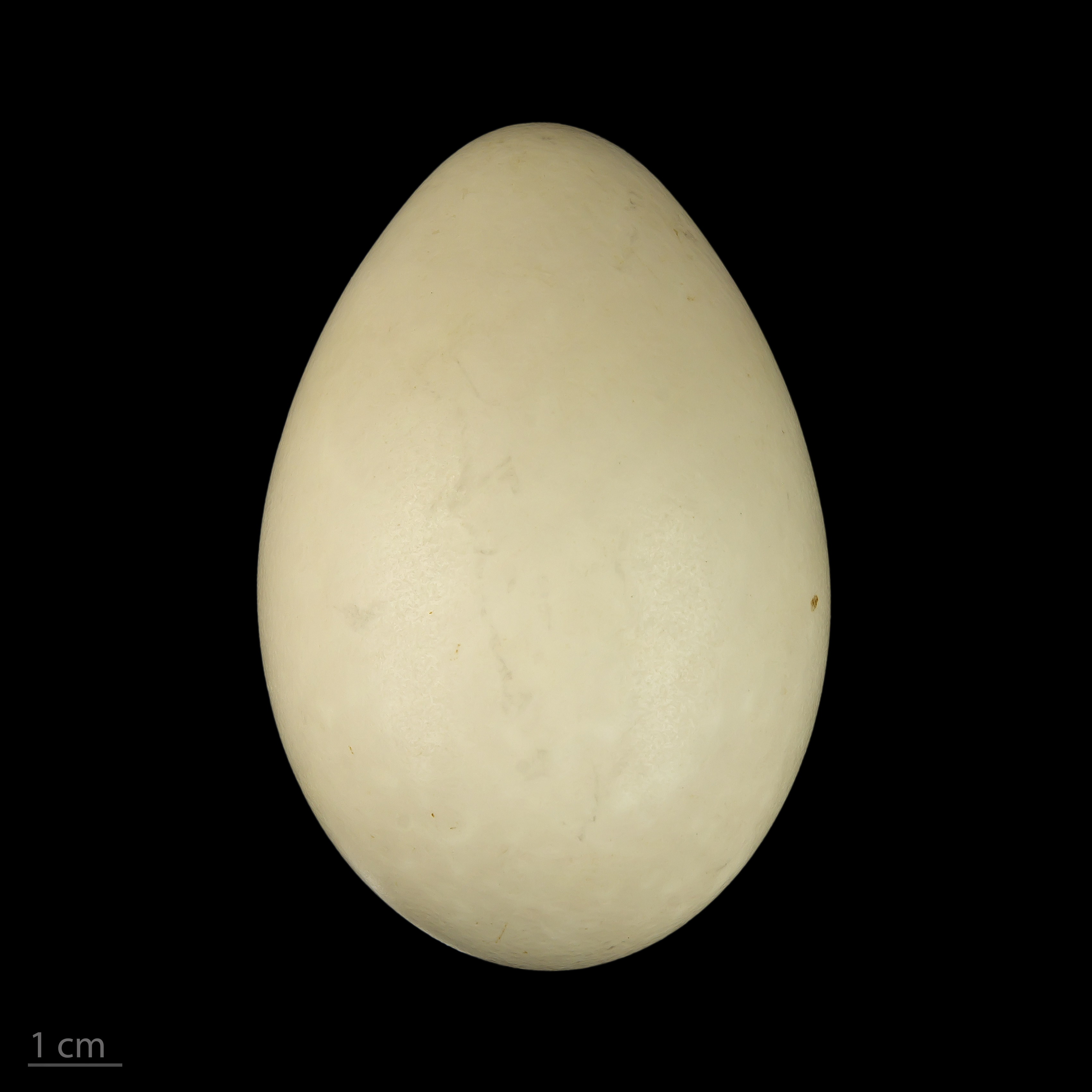
Tachyeres brachypterus

Tachyeres brachypterus là một loài chim trong họ Vịt.